# Dictyosporium pelagicum
Dictyosporium pelagicum är en svampart som först beskrevs av Linder, och fick sitt nu gällande namn av G.C. Hughes ex E.B.G. Jones 1963. Dictyosporium pelagicum ingår i släktet Dictyosporium, ordningen Pleosporales, klassen Dothideomycetes, divisionen sporsäcksvampar och riket svampar.   Inga underarter finns listade i Catalogue of Life.